# Cultura di Tagar
La cultura di Tagar prende il nome dal sito di Tagar su un'isola nel bacino del fiume Enisej presso Minusinsk, nella Siberia meridionale.
Questa importante cultura delle steppe si sviluppa dal secolo VII al III a.C. è documentata da numerosi tumuli funerari ed è perciò detta anche “cultura kurgan di Minusinsk”. L'arte della cultura di Tagar, contemporanea degli Sciti e successiva alla cultura di Karasuk, ne continua e sviluppa l'esperienza metallurgica e concorre alla formazione dello stile scitico-siberiano dell'arte animalistica delle steppe. Alla produzione artistica della cultura di Tagar (con quelle dell'Ordos e della Scizia) appartengono manufatti, particolarmente armi di bronzo con raffigurazioni zoomorfe che rappresentano un punto di incontro tra l'arte bronzistica orientale dell'Ordos (cultura di Karasuk) e quella occidentale indoeuropea del Luristan (cultura di Andronovo).
In questa cultura vige la pratica dell'inumazione, in contrasto con la cremazione tipica della successiva cultura di Taštyk.